# (9244) Višnjan
(9244) Višnjan est un astéroïde de la ceinture principale.

## Description
(9244) Višnjan est un astéroïde de la ceinture principale. Il fut découvert le 21 avril 1998 à Višnjan par Korado Korlević et Petar Radovan. Il présente une orbite caractérisée par un demi-grand axe de 2,93 UA, une excentricité de 0,08 et une inclinaison de 1,0° par rapport à l'écliptique.

## Compléments